# Alberto Aguilar Leiva
Alberto Aguilar Leiva (Benameji, 12 juli 1984), is een gewezen Spaanse voetballer en kan opgesteld worden als centrale verdediger of verdedigende middenvelder. 
Alberto is een product van het Jeugdssysteem van Málaga CF en maakte zijn professioneel debuut voor het eerste team tijdens de laatste wedstrijd van het seizoen 2002-2003. De uitwedstrijd van de Primera División ging met 1-0 verloren tegen RCD Mallorca. Hetzelfde seizoen wist hij bij het tweede elftal de promotie naar de Segunda División A af te dwingen.
Tijdens het seizoen 2005-2006-campagne vond hij onderdak bij Getafe CF, een club uit de Primera División. Tijdens de twee seizoen zou hij 32 wedstrijden spelen en hij had een belangrijk deel in de finale plaats van de Copa del Rey. Door de aankomst van de coach Michael Laudrup werd hij slechts derde keuze.
Daarom verhuisde hij tijdens de maand januari 2008 naar Granada 74 CF, een ploeg uit de Segunda División A.
Vanaf seizoen 2008-2009 stapte hij over naar reeksgenoot Albacete Balompié. Daar zou hij twee seizoenen spelen.
Tijdens de maand augustus 2010 keerde hij terug naar zijn geboortestreek Andalusië en tekende bij reeksgenoot Córdoba CF. Hij zou er in totaal 63 spelen in drie seizoenen.
Van 2013 tot 2015 zette Alberto zijn carrière verder bij reeksgenoot SD Ponferradina.
Op 9 augustus 2015, op 31-jarige leeftijd, verhuisde hij voor het eerst naar het buitenland. Hij tekende bij Western Sydney Wanderers, een ploeg uit Australische A-League.
Op 5 mei 2016, nadat hij zijn team had geholpen bij de Grand Final werd Alberto vrijgegeven. Tijdens de maand juni 2016 kwam hij terecht bij de Cypriotische club Anorthosis Famagusta FC, een ploeg uit de A Divizion.
Vanaf seizoen 2017-2018 keerde hij terug naar zijn geboorteland door in juli te tekenen voor FC Cartagena, een ploeg uit de Segunda División B. De speler had wel wat aanpassingsproblemen, maar tijdens de winterperiode kon hij een basisplaats afdwingen.  Hij zou die tegen het einde van het seizoen verliezen. Tijdens de laatste wedstrijd van de reguliere competitie werd de ploeg kampioen van de groep IV.  De ploeg kon echter de promotie niet afdwingen en op het einde van het seizoen zou de optie van verlenging niet uitgeoefend worden.
Voor het seizoen 2018-2019 kwam hij terecht bij Antequera CF, een ploeg uit de Tercera División.  Hij zou er nog twee seizoenen vertoeven en na het einde van het seizoen 2020-2021 zou hij zijn loopbaan als voetballer beëindigen.